# Чепык
Чепык — деревня в Дебёсском районе Удмуртской республики.

## География
Находится в восточной части Удмуртии на расстоянии приблизительно 11 км на северо-запад по прямой от районного центра села Дебёссы.

## История
Известна с 1710 года как починок с 1 двором. В 1873 году здесь (деревня Чепытская) уже 34 двора, в 1905 — 74, в 1920 — 92 (86 удмуртских и 6 русских, в 1924 (уже Чепык) — 96. До 2021 года входила в состав Тольенского сельского поселения.

## Население
Постоянное население составляло 1 человек (1710), 403 (1873), 641 (1905), 788 (1924), 101 человек в 2002 году (удмурты 94 %), 70 в 2012.